# Парксдейл (Каліфорнія)
Парксдейл (англ. Parksdale) — переписна місцевість (CDP) в США, в окрузі Мадера штату Каліфорнія. Населення — 3234 особи (2020).

## Географія
Парксдейл розташований за координатами 36°56′46″ пн. ш. 120°1′18″ зх. д. / 36.94611° пн. ш. 120.02167° зх. д. (36.946236, -120.021757).  За даними Бюро перепису населення США в 2010 році переписна місцевість мала площу 4,69 км², уся площа — суходіл.

## Демографія
Згідно з переписом 2010 року, у переписній місцевості мешкала 2621 особа в 569 домогосподарствах у складі 500 родин. Густота населення становила 559 осіб/км².  Було 614 помешкання (131/км²).
Расовий склад населення:
| - 44,1 % — білих - 2,5 % — корінних американців - 2,1 % — чорних або афроамериканців - 0,7 % — азіатів - 0,1 % — вихідців з тихоокеанських островів - 47,0 % — осіб інших рас |

До двох чи більше рас належало 3,5 %. Частка іспаномовних становила 86,9 % від усіх жителів.
За віковим діапазоном населення розподілялося таким чином: 36,6 % — особи молодші 18 років, 56,8 % — особи у віці 18—64 років, 6,6 % — особи у віці 65 років та старші. Медіана віку мешканця становила 25,4 року. На 100 осіб жіночої статі у переписній місцевості припадало 111,2 чоловіків;  на 100 жінок у віці від 18 років та старших — 113,9 чоловіків також старших 18 років.
Середній дохід на одне домашнє господарство  становив 38 363 долари США (медіана — 31 364), а середній дохід на одну сім'ю — 37 222 долари (медіана — 30 795). Медіана доходів становила 23 603 долари для чоловіків та 21 429 доларів для жінок. За межею бідності перебувало 36,7 % осіб, у тому числі 51,5 % дітей у віці до 18 років та 0,0 % осіб у віці 65 років та старших.
Цивільне працевлаштоване населення становило 1063 особи. Основні галузі зайнятості: сільське господарство, лісництво, риболовля — 28,9 %, роздрібна торгівля — 14,6 %, освіта, охорона здоров'я та соціальна допомога — 13,2 %, виробництво — 11,9 %.